# Guam en los Juegos Olímpicos
Guam en los Juegos Olímpicos está representado por el Comité Olímpico Nacional de Guam, creado en 1976 y reconocido por el Comité Olímpico Internacional en 1986.
Ha participado en diez ediciones de los Juegos Olímpicos de Verano, su primera presencia tuvo lugar en Seúl 1988. El territorio no ha obtenido ninguna medalla en las ediciones de verano.
En los Juegos Olímpicos de Invierno Guam ha participado en una ocasión, en Calgary 1988. El territorio no ha conseguido ninguna medalla en las ediciones de invierno.

## Medallero

### Por edición
| Evento              | Oro | Plata | Bronce | Total |
| ------------------- | --- | ----- | ------ | ----- |
| Seúl 1988           | 0   | 0     | 0      | 0     |
| Barcelona 1992      | 0   | 0     | 0      | 0     |
| Atlanta 1996        | 0   | 0     | 0      | 0     |
| Sídney 2000         | 0   | 0     | 0      | 0     |
| Atenas 2004         | 0   | 0     | 0      | 0     |
| Pekín 2008          | 0   | 0     | 0      | 0     |
| Londres 2012        | 0   | 0     | 0      | 0     |
| Río de Janeiro 2016 | 0   | 0     | 0      | 0     |
| Tokio 2020          | 0   | 0     | 0      | 0     |
| París 2024          | 0   | 0     | 0      | 0     |
| TOTAL               | 0   | 0     | 0      | 0     |

| Evento       | Oro | Plata | Bronce | Total |
| ------------ | --- | ----- | ------ | ----- |
| Calgary 1988 | 0   | 0     | 0      | 0     |
| 1992 – 2022  | –   | –     | –      | –     |
| TOTAL        | 0   | 0     | 0      | 0     |